# 東方Project
『東方Project』（とうほうプロジェクト）は、日本の同人サークル・上海アリス幻樂団によって制作されている著作物。弾幕シューティングを中心としたゲーム、音楽CD、書籍などから成る。一般的には単に「東方」と呼ばれることが多い。
上海アリス幻樂団はZUNが主宰する個人サークルであり、「弾幕系シューティング」と呼ばれるジャンルのシューティングゲームシリーズ、および同人音楽CDを制作している。その他に同人サークル黄昏フロンティアと格闘ゲームシリーズを共同制作しており、それらは東方Projectの外伝作品として位置づけられる。
商業誌においても東方Projectの小説や漫画などが掲載されており、これらの作品ではZUNは小説本文や漫画原作を担当し、挿絵や漫画作画は他者が担当している。

## 凡例
本記事、または関連記事における凡例を以下に示す。
- 必要に応じて各作品のサブタイトル（主に英字となる部分）を省略したり、さらにそこから「東方」を省くなどした略称で表記する。（例：『東方靈異伝 〜 Highly Responsive to Prayers.』 → 『東方靈異伝』、『靈異伝』など）
- サブタイトルの異なる作品が複数存在するものについては、どの作品を指すのかを必要に応じて付記する。
東方文花帖
東方文花帖 〜 Bohemian Archive in Japanese Red.（書籍） → 『文花帖（書籍）』
東方文花帖 〜 Shoot the Bullet.（ゲーム） → 『文花帖（ゲーム）』
ダブルスポイラー 〜 東方文花帖（ゲーム） → 『ダブルスポイラー』
東方三月精
東方三月精 〜 Eastern and Little Nature Deity.（漫画、作画：松倉ねむ） → 『三月精 第1部』
東方三月精 〜 Strange and Bright Nature Deity.（漫画、作画：比良坂真琴） → 『三月精 第2部』
東方三月精 〜 Oriental Sacred Place.（漫画、作画：比良坂真琴） → 『三月精 第3部』
妖精大戦争 〜 東方三月精（ゲーム） → 『妖精大戦争』
東方儚月抄
東方儚月抄 〜 Silent Sinner in Blue.（ストーリー漫画、作画：秋★枝） → 『儚月抄 漫画版』
東方儚月抄 〜 Cage in Lunatic Runagate.（小説、挿絵：TOKIAME） → 『儚月抄 小説版』
東方儚月抄 〜 月のイナバと地上の因幡（4コマ漫画、作画：あらたとしひら） → 『儚月抄 4コマ版』
- 作品名と作中の施設名・建築物名・地名に同じものがある場合、『』（二重鉤括弧）で括られている表記は作品名を指す。施設名・建築物名・地名を指す場合は『』で括らない。（例：幻想郷#香霖堂|香霖堂（作中の建造物名） → 香霖堂 / 東方香霖堂 〜 Curiosities of Lotus Asia.（小説） → 『香霖堂』）
- 必要に応じて、「コミックマーケット xx」（"xx" は開催回数）を「Cxx」と略して表記する。（例：コミックマーケット52 → C52）

## 作品
| 1996 | 靈異伝                       |
| 1997 | 封魔録・夢時空               |
| 1998 | 幻想郷・怪綺談               |
| 1999 |                              |
| 2000 |                              |
| 2001 |                              |
| 2002 | 紅魔郷                       |
| 2003 | 妖々夢                       |
| 2004 | 永夜抄・萃夢想               |
| 2005 | 花映塚・文花帖               |
| 2006 |                              |
| 2007 | 風神録                       |
| 2008 | 緋想天・地霊殿               |
| 2009 | 星蓮船・非想天則             |
| 2010 | ダブルスポイラー・妖精大戦争 |
| 2011 | 神霊廟                       |
| 2012 |                              |
| 2013 | 心綺楼・輝針城               |
| 2014 | 弾幕アマノジャク             |
| 2015 | 深秘録・紺珠伝               |
| 2016 |                              |
| 2017 | 天空璋・憑依華               |
| 2018 | 秘封ナイトメアダイアリー     |
| 2019 | 鬼形獣                       |
| 2020 |                              |
| 2021 | 虹龍洞・剛欲異聞             |
| 2022 | バレットフィリア達の闇市場   |
| 2023 | 獣王園                       |
| 2024 |                              |
| 2025 | 錦上京                       |

本節では、東方Projectの各作品について簡単に解説する。

### PC-98版ゲーム
東京電機大学生で結成されたサークル「Amusement Makers」内で、1996年から1998年にかけて活動したブランド「ZUN Soft」から、PC-9800シリーズ上のMS-DOS用のゲームとして5作品が発表された。この時期に発表された5作品は「旧作」と称される。PC-98版を謳っているが、OS非依存ではなくMS-DOSとその互換OS上でしか動作しない。
これらの作品は「Amusement Makers(旧)公式サイト」で2002年9月まで販売されていた。『靈異伝』を除く4作品の体験版は、2025年4月現在でも同サイトからダウンロード可能である。
ZUNの大学卒業と就職に伴い、第5弾『怪綺談』をもって東方Projectはいったん休止することとなった。
東方靈異伝 〜 Highly Responsive to Prayers.（1996年 東京電機大学理工学部鳩山祭（大学祭）発表）
第1弾「とうほう れいいでん」。当作品は固定画面のブロック崩しゲームである。自機は博麗靈夢。
全20面で構成されているが、5面クリア時に「地獄ルート」か「魔界ルート」を選択し分岐する。5の倍数の面にはボスキャラクターが配置されている。通常の面では、ボールに相当する「陰陽玉」を弾き、フィールド上の全てのパネルを通過させてめくるとクリア。ボス面では、ボスの攻撃を避けながら、陰陽玉をボスにぶつけて既定の体力を削るとクリアとなる。
この作品はもともとZUNが1995年にプログラムの練習で作った習作のひとつで、ブロック崩しになったのは作りやすそうであったためである。当初は販売の予定がなかった。コミックマーケットなどの同人イベントでの販売は、次回作『封魔録』と同じくC52が初である。
東方封魔録 〜 the Story of Eastern Wonderland.（1997年8月 C52発表）
第2弾「とうほう ふうまろく」。縦スクロールシューティングゲームとしての最初の作品である。
全5面の通常ステージと、全1面のエクストラステージから成る。自機は博麗霊夢のみであるが、選択可能な武器タイプは3つあり、それぞれエンディングも異なる。東方Projectの主人公格のひとりである霧雨魔理沙が初登場した作品。
東方夢時空 〜 Phantasmagoria of Dim.Dream.（1997年12月 C53発表）
第3弾「とうほう ゆめじくう」。アーケードゲーム『ティンクルスタースプライツ』のシステムを借用した対戦型シューティングゲームである。本作と同様に『ティンクルスタースプライツ』からシステムを借用した東方Project作品に、『花映塚』（2005年）、『獣王園』（2023年）がある。
ストーリーモードでは、性能の異なる複数の機体から自機を選び、全9面からなるステージをクリアするとエンディングとなる。
ZUNによれば、販売数は『東方幻想郷』の半分以下であるという。
東方幻想郷 〜 Lotus Land Story.（1998年8月 C54発表）
第4弾「とうほう げんそうきょう」。ゲームシステムは第2弾『封魔録』と同じく1人用シューティングゲームに戻り、「低速移動」と「かすりボーナス」（後のグレイズ）のシステムが追加された。通常ステージ全6面、エクストラステージ全1面。自機キャラクターは博麗霊夢だけでなく、『封魔録』のボスキャラクターであった霧雨魔理沙が加わった。『夢時空』で自機として選択できた登場人物は、霊夢と魔理沙以外は続投していない。
ZUNによれば、販売数は200-300本ほどであるという。
東方怪綺談 〜 Mystic Square.（1998年12月 C55発表）
第5弾「とうほう かいきだん」。前作に引き続き、全6面の通常ステージと全1面のエクストラステージからなる。自機は博麗霊夢と霧雨魔理沙に、『封魔録』のラストボスキャラクターであった魅魔と、『東方幻想郷』のラストボスキャラクターであった幽香を加えた4人である。「Music Room」には、本作品BGMのほか、過去4作品のBGMも一部アレンジが加えられた上でほぼ全曲収録されている。
この作品をもって東方Projectの開発は一旦終了した。

### Windows版ゲーム

#### 上海アリス幻樂団のゲーム作品
『怪綺談』の発表以降は活動を休止していたが、その4年後、サークル名を「上海アリス幻樂団」と改称しプラットフォームをWindowsに移して開発が再開された。再開理由について、ZUNは「仕事で溜まったストレスを発散するため」であると述べている。なお、ZUN曰く紅魔郷以降の作品は旧作(東方靈異伝〜怪綺談)とは別だとのこと。Windows上であれば、x86に限らずPC-98でも動作する場合がある。
東方紅魔郷 〜 the Embodiment of Scarlet Devil.（2002年8月 C62発表）
第6弾「とうほう こうまきょう」。縦スクロール弾幕系シューティングゲームで、プラットフォームをWindowsに移しての最初の東方Project作品。「スペルカードシステム」が初めて搭載された。自機は博麗霊夢と霧雨魔理沙。
東方妖々夢 〜 Perfect Cherry Blossom.（2003年8月 C64発表）
第7弾「とうほう ようようむ」。前作の流れを引き継ぐ。自機の低速移動に当たり判定の目安が表示されるようになった。
東方永夜抄 〜 Imperishable Night.（2004年8月 C66発表）
第8弾「とうほう えいやしょう」。異なる性能を持つ2種類の自機を場面に応じて使い分けるシステムになっている。ここまでの『紅魔郷』『妖々夢』『永夜抄』の3作は「Windows版三部作」とされる。
東方花映塚 〜 Phantasmagoria of Flower View.（2005年8月 C68発表）
第9弾「とうほう かえいづか」。前3作とは異なり、『夢時空』同様、『ティンクルスタースプライツ』のシステムを借用した対戦型シューティングである。弾幕系シューティングゲームシリーズではこの作品のみ「黄昏フロンティア」のメンバーが、制作スタッフとして参加している。
東方文花帖 〜 Shoot the Bullet.（2005年12月 C69発表）
第9.5弾「とうほう ぶんかちょう」。「弾を撃って敵を倒す」という従来のシステムとは異なり、「敵と敵弾をより綺麗に写真に撮る」という「弾幕撮影ゲーム」である。書籍『東方文花帖 〜 Bohemian Archive in Japanese Red.』のゲームパートと位置付けられている。
Windows版の東方Projectでは、初めて博麗霊夢と霧雨魔理沙が自機ではなくなった。替わりに自機を務めるのは、新聞記者で天狗の射命丸文である。
『紅魔郷』から『花映塚』まで使用してきたソースデータを流用せず、根本からソースを作り直している。『風神録』はこのソースデータをもとにして制作されている。
東方風神録 〜 Mountain of Faith.（2007年8月 C72発表）
第10弾「とうほう ふうじんろく」。『永夜抄』以来、約3年ぶりに制作された縦スクロール弾幕系シューティングゲーム作品。
東方地霊殿 〜 Subterranean Animism.（2008年8月 C74発表）
第11弾「とうほう ちれいでん」。『風神録』で廃止された「グレイズ」が復活した。
東方星蓮船 〜 Undefined Fantastic Object.（2009年8月 C76発表）
第12弾「とうほう せいれんせん」。敵が放出する特殊なアイテムを集めて自機やボムを増やすシステムとなっている。ここまでの『風神録』『地霊殿』『星蓮船』の3作は「守矢三部作」とされる。
ダブルスポイラー 〜 東方文花帖（2010年3月 第7回博麗神社例大祭発表）
第12.5弾。『文花帖（ゲーム）』の第2弾にあたる。この作品でも『文花帖（ゲーム）』同様、霊夢と魔理沙は自機ではなく、前作の射命丸文に加え、同じく新聞記者で天狗の姫海棠はたてが務める。
妖精大戦争 〜 東方三月精（2010年8月 C78発表）
第12.8弾「ようせいだいせんそう」。漫画『三月精』の単行本に収録された短編をプレストーリー（前日譚）としており、ゲームとしてその後を描く形になっている。自機は霊夢と魔理沙ではなく氷の妖精のチルノであり、弾を避けるために「凍らせて無力化する」システムになっている。
登場人物の作画は、漫画『三月精』2代目作画の比良坂真琴が担当。
東方神霊廟 〜 Ten Desires.（2011年8月 C80発表）
第13弾「とうほう しんれいびょう」。新システムとして「小神霊」「霊界」が導入されている。『風神録』以前と以後のゲームの橋渡しとなるように作られた作品の第1弾のようなものとされる。
東方輝針城 〜 Double Dealing Character.（2013年8月 C84発表）
第14弾「とうほう きしんじょう」。シリーズでは初めてPLAYISMでのダウンロード販売が行われた作品。
この作品からグラフィックの解像度が従来の640×480 (VGA)から1280×960 (Quad-VGA)に変更され、フルスクリーンモードでの画質が向上した。
弾幕アマノジャク 〜 Impossible Spell Card.（2014年5月 第11回博麗神社例大祭発表）
第14.3弾。主人公は前作『輝針城』の5面ボス鬼人正邪。敵の放つImpossible Spell Card（＝回避不能弾幕）に対して様々な反則アイテムを駆使しながら切り抜ける。
東方紺珠伝 〜 Legacy of Lunatic Kingdom.（2015年8月 C88発表）
第15弾「とうほう かんじゅでん」。従来のシステムで行われる「レガシーモード」のほかに、一度ミスをするとやり直しとなる「完全無欠モード」が搭載された（Extraステージはレガシーモードのみ）。
東方天空璋 〜 Hidden Star in Four Seasons.（2017年8月 C92発表）
第16弾「とうほう てんくうしょう」。2017年4月に発表が予告された。例大祭14で体験版頒布、C92で本編が頒布された。新システムの「季節装備」「季節開放」が導入されている。
秘封ナイトメアダイアリー 〜 Violet Detector.（2018年8月 C94発表）
第16.5弾。主人公は『東方深秘録』のラストボスである、宇佐見菫子が務める。
東方鬼形獣 〜 Wily Beast and Weakest Creature.（2019年8月 C96発表）
第17弾「とうほう きけいじゅう」。2019年4月に発表が予告され、例大祭16にて体験版頒布、C96で本編が頒布された。新システムとして「動物霊」「暴走ロアリングモード」などが導入されている。
東方虹龍洞 〜 Unconnected Marketeers.（2021年5月発表）
第18弾「とうほう こうりゅうどう」。2021年2月に発売が予告され、例大祭18にて体験版頒布、同年5月4日にSteam版が発売、同年5月13日に各同人ショップにて委託販売された。新システムとして各ステージで購入できる「アビリティカード」が導入されている。
バレットフィリア達の闇市場 〜 100th Black Market.（2022年8月 C100発表）
第18.5弾。主人公は霧雨魔理沙。2022年7月に発売が予告され、C100で本編が頒布された。前作に引き続き「アビリティカード」システムが導入されている。
東方獣王園 〜 Unfinished Dream of All Living Ghost.（2023年8月 C102発表）
第19弾「とうほう じゅうおうえん」。2023年4月に発売が予告され、第二十回博麗神社例大祭にて体験版頒布、C102で本編が頒布された。第9弾『花映塚』の対戦型シューティングを踏襲した画面構成。虹龍洞からのシステム「アビリティカード」の要素もある。
東方錦上京 〜 Fossilized Wonders.(2025年8月 C106発表予定)
第20弾「とうほう きんじょうきょう」。2025年4月12日に発売が予告され、同年5月に行われる例大祭22にて体験版頒布の予定、同年8月のコミックマーケット106にて発売予定。

#### 上海アリス幻樂団と黄昏フロンティアの共作
東方Projectには、上海アリス幻樂団と同人サークル「黄昏フロンティア」で共同開発された作品がある。2019年時点で存在する7作品は対戦型格闘ゲームであるが、当該作品では7作品のうち6作品のゲームジャンルを「弾幕アクション」、1作品を「横画面弾幕水アクション」と称している。もともとは、黄昏フロンティアが『紅魔郷』および『妖々夢』に基づいた二次創作格闘ゲームの開発許可を求めたものが、ZUNの提案により公式のストーリーとナンバリングを持って共同制作された『萃夢想』として発表されたことに端を発する。
東方萃夢想 〜 Immaterial and Missing Power.（2004年12月 C67発表）
第7.5弾、弾幕アクション第1弾「とうほう すいむそう」。東方Projectの登場人物を起用した対戦型格闘ゲームで、ゲーム制作は「黄昏フロンティア」が担当。ZUNは監修およびテキスト部分や一部の楽曲などを担当している。
なお、「第7.5弾」という位置づけであるが、制作発表および完成版の販売は「第8弾」の『永夜抄』よりも遅い。
東方緋想天 〜 Scarlet Weather Rhapsody.（2008年5月 第5回博麗神社例大祭発表）
第10.5弾、弾幕アクション第2弾「とうほう ひそうてん」。ゲーム制作は「黄昏フロンティア」が引き続き担当し、監修およびテキスト部分や一部楽曲などはZUNが担当している。
東方非想天則 〜 超弩級ギニョルの謎を追え（2009年8月 C76発表）
第12.3弾、弾幕アクション第3弾「とうほう ひそうてんそく」。ゲーム制作は「黄昏フロンティア」が引き続き担当し、監修およびテキスト部分や一部楽曲などはZUNが担当する。『緋想天』のシステムがベースで、『緋想天』の追加ディスクとしても使用可能である。
東方心綺楼 〜 Hopeless Masquerade.（2013年5月 第10回博麗神社例大祭発表）
第13.5弾、弾幕アクション第4弾「とうほう しんきろう」。ゲーム制作は「黄昏フロンティア」が引き続き担当。
東方深秘録 〜 Urban Legend in Limbo.（2015年5月 第12回博麗神社例大祭発表）
第14.5弾、弾幕アクション第5弾「とうほう しんぴろく」。ゲーム制作は「黄昏フロンティア」が引き続き担当。グラフィックは『鈴奈庵』作画の春河もえが務める。後にPlayStation 4に移植された。
東方憑依華 〜 Antinomy of Common Flowers.（2017年12月 C93発表）
第15.5弾、弾幕アクション第6弾「とうほう ひょういばな」。ゲーム制作は「黄昏フロンティア」が引き続き担当。2016年12月11日の生放送「東方深秘録発売記念“Play,Doujin!”大忘年会」にて制作中である旨が発表された。
なお、「第15.5弾」という位置づけであるが、完成版の販売は「第16弾」の『天空璋』よりも遅い。
東方剛欲異聞 〜 水没した沈愁地獄（2021年10月 第8回博麗神社秋季例大祭発表）
第17.5弾、2Dアクションゲーム「とうほう ごうよくいぶん」。ゲーム制作は「黄昏フロンティア」が引き続き担当。グラフィックは「儚月抄」小説版のTOKIAMEが務める。
なお、「第17.5弾」という位置づけであるが、完成版の販売は「第18弾」の『虹龍洞』よりも遅い。

### 音楽CD

#### ZUN's Music Collection
ZUN作曲のオリジナル曲、未使用曲、およびZUNによる既存曲のアレンジが収録された音楽CD。ゲームや書籍とは異なり、付属のブックレットに書かれているのは霊夢が主人公ではないオリジナルのストーリーであるが、東方Projectの作品のひとつで、同じ世界感で作っていると語られている。『蓮台野夜行』以降は、オカルトサークル「秘封倶楽部」の二人、マエリベリー・ハーン（メリー）と宇佐見蓮子にまつわるストーリーが展開されている。
蓬莱人形 〜 Dolls in Pseudo Paradise（2002年8月 C62 CD-R版発表、2002年12月 C63 プレス版発表）
vol.1「ほうらいにんぎょう」。目次には「海外へ飛び立とうと考えている人に是非聴いてもらいたい」とある。始めに販売された手焼きのCD-R版と、後に販売されたプレス版が存在し、付属するブックレットのストーリーの内容が異なる。CD-R版は幻想郷に迷い込んだ正直者8人が1人ずつ消されていく連続したストーリー、プレス版では独立したショートストーリーがいくつか描かれている。
蓮台野夜行 〜 Ghostly Field Club（2003年12月 C65発表）
vol.2「れんだいのやこう」。目次には「霊が集まってきそうな曲を集めてみた」とある。ブックレットでは、オカルトサークル「秘封倶楽部」が初登場し、幻想郷の外の世界が描かれている。
夢違科学世紀 〜 Changeability of Strange Dream（2004年12月 C67発表）
vol.3「ゆめたがえかがくせいき」。テーマは「リアルとバーチャル」。ブックレットでは「秘封倶楽部」の二人や世界について描かれている。二人のフルネームや、二人が幻想郷を知らない世代の大学生であること、二人の暮らしている幻想郷の外の世界は近未来の世界であることなどが明らかになる。
卯酉東海道 〜 Retrospective 53 minutes（2006年5月21日 第3回博麗神社例大祭発表）
vol.4「ぼうゆうとうかいどう」。テーマは『夢違科学世紀』に引き続き「リアルとバーチャル」。ブックレットでは「秘封倶楽部」の二人が、近未来の最新地下新幹線「ヒロシゲ」に乗って、京都から東京まで向かう旅の様子が描かれている。「ヒロシゲ」は京都と東京の間を53分で結ぶ（もっとスピードが出るが、東海道五十三次にかけてわざと53分にしているらしい）というエピソードがあり、このCDの総再生時間も53分になっている。
大空魔術 〜 Magical Astronomy（2006年8月13日 C70発表）
vol.5「おおぞらまじゅつ」。ZUNによれば、オリジナル曲をメインにもの凄く激しい曲だけを集めたという。ブックレットでは「秘封倶楽部」の二人が月面旅行について一喜一憂する様子が描かれている。
未知の花 魅知の旅（2011年5月8日 第8回博麗神社例大祭発表）
vol.5.5。テーマは「魅力溢れる東北の旅」。オリジナル曲1曲と、既存曲のアレンジ2曲を収録。東北地方太平洋沖地震を受けて急遽制作された。ブックレットは付属せず、同人ショップによる委託販売もなされていない。
鳥船遺跡 〜 Trojan Green Asteroid（2012年4月30日 COMIC1☆6発表）
vol.6「とりふねいせき」。vol.5『大空魔術』から5年8か月ぶりの発表となる。ブックレットでは、宇宙に捨てられた衛星トリフネに「秘封倶楽部」の二人が臨む様子が描かれている。
伊弉諾物質 〜 Neo-traditionalism of Japan.（2012年8月11日 C82発表）
vol.7「いざなぎぶっしつ」。ブックレットでは、メリーが見た地底のビジョンと手に入れた不思議な石片は何を示すのか、想像する二人が描かれる。
燕石博物誌 〜 Dr.Latency's Freak Report.（2016年5月8日 第13回博麗神社例大祭発表）
vol.8「えんせきはくぶつし」。ブックレットでは「秘封倶楽部」の二人が視てきた様々な物、景色、現象、妖怪、世界について記した同人誌を制作する様子が描かれる。
旧約酒場 〜 Dateless Bar "Old Adam".（2016年8月13日 C90発表）
vol.9「きゅうやくさかば」。ブックレットでは、人々が怪談をし合う酒場·オールドアダムで、秘封倶楽部の二人と他の客たちが語り合う情景が描かれている。人口減少により人村自然分離の原則が浸透し、人の酔わない酒が広まった日本の様子もうかがえる。ZUNによると、燕石博物誌を表とすると、本作は裏にあたるとのことで、癖の強い楽曲を集めたとしている。
虹色のセプテントリオン（2021年12月31日 C99発表）
vol.9.5「にじいろのせぷてんとりおん」。コロナ禍の影響で延期や中止が続いていたコミックマーケットが、2年ぶりに開催されることにちなんだ「市場復活記念音楽CD」。丹波山村のPR企画用に制作したイメージ曲1曲と、既存曲のアレンジ2曲を収録。ブックレットは付属せず、同人ショップによる委託販売もなされていない。
七夕坂夢幻能 〜 Taboo Japan Disentanglement.（2024年5月3日 第21回博麗神社例大祭発表）
vol.10「たなばたざかむげんのう」。

#### 幺樂団の歴史 〜 Akyu's Untouched Score
PC-98版の東方Project5作品で使用されたFM音源のサウンドトラック集。収録曲は『怪綺談』での再収録版をベースにしている。『怪綺談』に収録される際にアレンジや曲名変更をされた曲があり、さらに『幺樂団の歴史』に収録する際も、音源環境は同じでも音楽CD用ならゲーム用と違って効果音用にしていたパートが自由になるため、曲に使用するパートを増やして手直しされている。
「幺樂」（ようがく）とは「今にも消え入りそうな音楽、幻樂の前身」という意味で使われていて、「ここではFM音源のことを指す」とある。ジャケット絵には稗田阿求が描かれている。『ZUN's Music Collectionシリーズ』とは違い、上記引用の文面などは阿求が記したという形になっており、ショートストーリーは付属しない。音楽もFM音源で演奏する幺樂団という楽団の曲を阿求が録音しなおして「幻想郷縁起」に記録した形になっている。なお、ほぼ全篇「幻想郷縁起」という形を取っている書籍『求聞史紀』（2006年12月）に付属したFM音源の音楽CDの解説には、解散していた幺樂団が8年ぶりに一夜限りで復活した旨が書かれている。
幺樂団の歴史1 〜 Akyu's Untouched Score vol.1（2006年5月 第3回博麗神社例大祭発表）
東方Project第4弾『東方幻想郷』のサウンドトラック集。
幺樂団の歴史2 〜 Akyu's Untouched Score vol.2（2006年12月 C71発表）
第5弾『東方怪綺談』のサウンドトラック集。『幺樂団の歴史3』と同時に発表された。
幺樂団の歴史3 〜 Akyu's Untouched Score vol.3（2006年12月 C71発表）
第2弾『東方封魔録』のサウンドトラック集。『幺樂団の歴史2』と同時に発表された。
幺樂団の歴史4 〜 Akyu's Untouched Score vol.4（2007年12月 C73発表）
第3弾『東方夢時空』のサウンドトラック集。『幺樂団の歴史5』と同時に発表された。
幺樂団の歴史5 〜 Akyu's Untouched Score vol.5（2007年12月 C73発表）
第1弾『東方靈異伝』のサウンドトラック集。『幺樂団の歴史4』と同時に発表された。『靈異伝』で使用されたBGM（『靈異伝』未使用曲の『風の神社』を除く）のほか、新曲が1曲収録されている。

#### 弾幕・2Dアクションゲームのサウンドトラック
黄昏フロンティアより発売された音楽CD。各ゲームで使用されたBGMと、そのアレンジ曲が収録されている。
幻想曲抜萃 東方萃夢想 ORIGINAL SOUND TRACK（2005年8月 C68発表）
『東方萃夢想』のオリジナルサウンドトラック。
全人類ノ天楽録 東方緋想天 ORIGINAL SOUND TRACK（2008年8月 C74発表）
『東方緋想天』のオリジナルサウンドトラック。
核熱造神ヒソウテンソク 東方非想天則 ORIGINAL SOUND TRACK（2009年12月 C77発表）
『東方非想天則』のオリジナルサウンドトラック。
暗黒能楽集・心綺楼 東方心綺楼 ORIGINAL SOUND TRACK（2013年8月 C84発表）
『東方心綺楼』のオリジナルサウンドトラック。
深秘的楽曲集 宇佐見菫子と秘密の部室（2015年8月 C88発表）
『東方深秘録』のオリジナルサウンドトラック。
完全憑依ディスコグラフィ 東方憑依華 ORIGINAL SOUND TRACK（2018年5月 第15回博麗神社例大祭発表）
『東方憑依華』のオリジナルサウンドトラック。
強欲な獣のムジカ 東方剛欲異聞 ORIGINAL SOUND TRACK（2021年11月 第17回東方紅楼夢発表）
『東方剛欲異聞』のオリジナルサウンドトラック。

### 書籍
ZUNが監修する漫画の連載や、ZUN公認のファンブックおよびZUN自ら執筆した小説や設定資料集の販売が行われている。

#### 単行本
東方文花帖 〜 Bohemian Archive in Japanese Red.（2005年8月 一迅社刊行）ISBN 978-4758010375
「とうほう ぶんかちょう」。東方Projectのファンブック。文章をZUNが担当。天狗で新聞記者の射命丸文の取材という体裁を取る。
ZUNのインタビュー記事が掲載。書籍後半はZUNが関わっていない二次創作アンソロジーコミックが収録されている。また、『花映塚』の体験版や一部楽曲が収録されたCD-ROMが付属している。
なお、『東方文花帖 〜 Shoot the Bullet.』は本作のゲームパートにあたる。
東方紫香花 〜 Seasonal Dream Vision.（2005年9月 とらのあな刊行）
「しこうばな」。東方Projectのアンソロジーコミック。同人誌の体を取り、流通がとらのあなのみに限られている。とらのあな以外の同人ショップや書店では販売されていない。各作家によるアンソロジーコミックと、アレンジ曲を収録した音楽CDがセットになっている。CDにはZUN本人のセルフアレンジ曲も1曲含まれる。
このほか、ZUNによる書き下ろし短編小説「六十年ぶりに紫に香る花」を収録している。東方Projectに登場する妖怪・八雲紫の一人称で描かれ、『花映塚』のExtraモード最終面直前の話となっている。ストーリーは、60年に一度の花が咲き乱れる異変が何故起こるのかを皆が理解しているかどうか、八雲紫が幻想郷の人間たちに問いかけをしていくというものである。
東方求聞史紀 〜 Perfect Memento in Strict Sense.（2006年12月 一迅社刊行）ISBN 978-4758010634
「とうほう ぐもんしき」。東方Projectの公式設定資料集。人間から見た幻想郷の資料集「幻想郷縁起」を完全収録したという体裁をとる。人間の里に住む稗田阿求が代々伝わる「幻想郷縁起」を新たに編纂したという設定。
唖采弦二、つくりものじ、秋★枝、TOKIAME、神馬耶樹、病らが挿絵を担当し、このうち唖采弦二はカバーイラストも担当している。また、楽曲3曲とPC用壁紙の入ったCD-ROMが付属する。
The Grimoire of Marisa（2009年7月 一迅社刊行） ISBN 978-4758011525
「グリモワール オブ マリサ」。カバーイラストは唖采弦二が、挿絵は守姫武士が担当している。楽曲2曲とPC用壁紙の入ったCD-ROMが付録である。
「霧雨魔理沙がこれまでに見てきたスペルカードを纏めた本」という設定のもと、魔理沙による『紅魔郷』から『地霊殿』までに登場する一部のスペルカードの解説が、写真つきで掲載されている。ZUNは後書きで「攻略や設定資料といった疲れる有用っぽさを出来るだけ排除しました」と語っている。
東方求聞口授 〜 Symposium of Post-mysticism.（2012年4月 一迅社刊行）ISBN 978-4758012317
「とうほう ぐもんくじゅ」。カバーイラストは匡吉が担当。挿絵は匡吉、阿桜、あずまあや、キツネ、TOKIAMEらが担当している。
東方Projectの公式資料読本。『求聞史紀』の続編という位置づけで、『求聞史紀』以降の作品の登場人物や世界について解説する。
稗田阿求が「これからの幻想郷」の在り方を考えるべく、『風神録』以降の3つの新勢力のトップ、八坂神奈子、聖白蓮、豊聡耳神子を招き開いた対談会の様子をまとめたという設定。阿求がまとめた資料「幻想郷縁起」の新勢力分も加えられている。
対談という設定上本書には出せなかった東方Projectの登場人物（綿月豊姫・依姫姉妹や比那名居天子など）については、本書編集者からZUNに対するインタビューという形で一部言及、収録されている。
東方文果真報 Alternative Facts in Eastern Utopia.（2017年3月 KADOKAWA刊行）ISBN 978-4048928625
「とうほう ぶんかしんぽう」。東方文花帖の続編。
The Grimoire of Usami 秘封倶楽部異界撮影記録（2019年4月 KADOKAWA刊行）ISBN 978-4049124231
「グリモワール オブ ウサミ」。The Grimoire of Marisaの続編。「博麗神社が妖怪たちの弾幕を使って花火大会を企てる」という設定のもと、『星蓮船』から『秘封ナイトメアダイアリー』までに登場する一部のスペルカードの解説が、写真つきで掲載されている。
東方Project人妖名鑑 宵闇編（2020年3月 KADOKAWA刊行）ISBN 978-4049130966
東方Project人妖名鑑 常世編（2020年10月 KADOKAWA刊行）ISBN 978-4049135022
東方幻存神籤 Whispered Oracle of Hakurei Shrine.（2025年4月1日 KADOKAWA刊行）ISBN 978-4049163421
「とうほう げんぞんみくじ」。東方projectの公式設定資料集。「博麗霊夢が、とある異変の後始末のために幻想郷の妖怪たちにちなんだおみくじを縁日で販売しようとする」という設定のもと、『獣王園』までの総勢128名のキャラクターの解説がされている。
キャラクターごとに運勢があてはめられており、開いたページに登場するキャラクターで運勢を占うことができる。

#### 雑誌
東方外來韋編 〜 Strange Creators of Outer World.
東方外來韋編 Strange Creators of Outer World. 壱（2015年9月 KADOKAWA刊行） ISBN 978-4048694292
「とうほう がいらいいへん」。東方Projectの原作者「ZUN」の監修による、東方Projectの専門雑誌第1巻。クリエイターに対するインタビュー記事やキャラクター解説、新連載の『香霖堂』などが掲載されている。また、SOUNDHOLIC、幽閉サテライト、Alstroemeria Recordsによるアレンジ楽曲が収録されたCDが付属する。
東方外來韋編 Strange Creators of Outer World. 弐（2016年6月 KADOKAWA刊行）ISBN 978-4048922319
『外來韋編』第2弾。ZUN、およびあきやまうにによる描き下ろし楽曲が収録されたCDが付属する。
東方外來韋編 Strange Creators of Outer World. 参（2017年3月 KADOKAWA刊行）ISBN 978-4048926386
『外來韋編』第3弾。これまでにZUNが制作した書籍作品について語られる他、コラボレーション作品である「弾幕輝珍城」特集が掲載された。
東方外來韋編 Strange Creators of Outer World. 肆（2017年10月 KADOKAWA刊行）ISBN 978-4048933919
『外來韋編』第4弾。同年夏に発売された東方天空璋と10周年を迎えた東方風神録の特集が組まれた。
東方外來韋編 Strange Creators of Outer World. 2018 Spring!（2018年3月 KADOKAWA刊行）ISBN 978-4048937498
『外來韋編』第5弾。東方憑依華特集や幻想郷の地図制作特集などが予定されている。
東方外來韋編 Strange Creators of Outer World. 2018 Autumn!（2018年10月 KADOKAWA刊行）ISBN 978-4049120905
『外來韋編』第6弾。秘封ナイトメアダイアリーについての特集が掲載。
東方外來韋編 Strange Creators of Outer World. 2019 Spring!（2019年3月 KADOKAWA刊行）ISBN 978-4049124682
『外來韋編』第7弾。付録に「東方Project 登場キャラクター別スペルカード一覧 Ver.2019 Spring」がある。
東方外來韋編 Strange Creators of Outer World. 2019 Autumn!（2019年10月 KADOKAWA刊行）ISBN 978-4049128567
『外來韋編』第8弾。
東方外來韋編 Strange Creators of Outer World. 2021 Spring!（2021年3月 KADOKAWA刊行）ISBN 978-4049136968
『外來韋編』第9弾。東方Project25周年記念特集号と題している。
これまでに登場した全キャラクターの紹介、作られた楽曲、キャラクターの総数についての原作者「ZUN」との対話が掲載されている。

#### 連載小説・漫画
東方香霖堂 〜 Curiosities of Lotus Asia.
「とうほう こうりんどう」。ZUNによる東方Projectの公式小説。挿絵は唖采弦二。主人公である森近霖之助の一人称で進められている。単行本としてまとめての発刊もされている。『外來韋編』で2015年より新たに連載されている。
東方三月精シリーズ
「とうほう さんげつせい」。角川書店刊『月刊コンプエース』誌上で連載された漫画。原作をZUNが担当している。作画は2006年4月までは松倉ねむが担当していたが、松倉の体調不良によって交代となり、2006年5月からは比良坂真琴が担当した。松倉作画担当時は「Eastern and Little Nature Deity.」というサブタイトルであったが、比良坂へ交代後は「Strange and Bright Nature Deity.」へと変更され、作品自体も「新章」「第2部」という扱いとなった。2009年6月からは「第3部」として「Oriental Sacred Place.」の連載が行われ、2012年2月に完結となった。続編が『月刊コンプエース』2016年3月号から「Visionary Fairies in Shrine.」の連載がされた。
シリーズ累計販売（実売）部数は、角川グループホールディングスの2010年3月期の発表（「Strange and Bright Nature Deity.」完結時点）で40万部。
東方儚月抄シリーズ
「とうほう ぼうげつしょう」。『永夜抄』の続編的な内容になっており、同じ異変を漫画『東方儚月抄 〜 Silent Sinner in Blue.』、小説『東方儚月抄 〜 Cage in Lunatic Runagate.』、4コマ漫画『東方儚月抄 〜 月のイナバと地上の因幡』の3つの視点から描く話になっている。3作とも完結。
東方茨歌仙 〜 Wild and Horned Hermit.
「とうほう いばらかせん」。一迅社刊『Febri』（旧称『キャラ☆メル Febri』）誌上で連載されている漫画。作画担当はあずまあや。2017年8月・8巻発売時点でシリーズ累計100万部。2020年に完結。全10巻。また、2020年に後日談が東方我楽多叢誌・ComicWalker・ニコニコ静画で配信後、『死神はきょうも舟を漕ぐ』（KADOKAWA刊）に収録されている。主人公は茨木華扇。
東方鈴奈庵 〜 Forbidden Scrollery.
「とうほう すずなあん」。角川書店刊『月刊コンプエース』誌上で連載されていた漫画。作画担当は春河もえ。2014年12月・3巻発売時点での累計部数は27万部。全7巻。
東方智霊奇伝 反則探偵さとり
「とうほう ちれいきでん」。2019年10月より東方我楽多叢誌・ComicWalker・ニコニコ静画上で連載されている。作画担当は第2章までが銀木犀であり、第3章以降は秋巻ゆうである。
東方酔蝶華 ～ ロータスイーター達の酔醒
「とうほう すいちょうか」。2019年11月より月刊コンプエースにて連載開始。作画担当は水炊き。

### Webメディア
東方書譜
「とうほうしょふ」。公式サイトの一部として2003年1月6日より開始され、2005年1月29日に更新が停止されたZUNによる日記。後述の「博麗幻想書譜」や、2009年2月12日より投稿が開始されたTwitterに一部機能が移行された。
博麗幻想書譜
「はくれいげんそうしょふ」。2005年10月2日より開始され、2020年10月9日に更新が停止されたZUNによるブログ。エキサイトブログを利用。新作情報の発表やガイドラインの更新案内が行われていた。
東方よもやまニュース
「とうほうよもやまにゅーす」。東方Projectの公式情報や企業による公認二次創作の情報を扱うWebサイト。2020年10月8日公開。ZUNのブログ「博麗幻想書譜」の機能が移行された。

## 基本システム
前述の通り、東方Projectの中心作品は縦スクロール弾幕系シューティングゲームである。敵が撒き散らす大量の弾（弾幕）を回避しながら、敵を撃墜していく。敵を撃墜するとアイテムを落とすことがあり、取得することで効果を及ぼす。ゲームによっては表記以外のアイテムが登場することもあり逆にゲームによっては登場しないアイテムもある。
ここでは縦スクロール弾幕系シューティングゲームのうち、ある程度共通するシステムを中心に解説する。

### 基本操作
自機と装備
攻撃性能の異なる複数の登場人物のうち1人を自機として選択。その後、通常数種類ある「武器タイプ」の中から1つを選択する。
選んだ自機と武器タイプの組み合わせによってエンディングが変化する（自機が同じでも武器タイプが異なればエンディングも変化する）。
移動
移動は2種類存在し、「高速移動」と「低速移動」をボタンで切り替えながら操作する。高速移動は通常の移動方法。低速移動は移動速度を下げることによって操作精度を上げ、密度の高い弾幕を避けやすくする移動方法である。低速移動することで攻撃が前方集中になったり攻撃が少し変化したりする。
ショットとパワー
ショット（自機から発射される弾）の性能は自機や武器タイプによって異なる。高速移動時と低速移動時でショットが変化する作品が多い。
敵が落とす「Pアイテム」を入手することでパワーが増え、ショットが強化される。ミスをするとパワーが一定値減少する。
ボム
使用することで敵弾を消滅させたりアイテムに変化させたりし、一定時間無敵になる特殊攻撃が発動する。
ほとんどの作品では専用のストックを消費する。風神録および地霊殿のみ専用ストックがなく、代わりにパワーを1.00消費する。
エクステンド
1UP（残機数が1増加）のこと。作品によってある程度エクステンドする条件が異なり、大きく「スコアを一定値以上にする」「エクステンドするのに必要な専用アイテムを一定数集める」の2種類に大別される。
作品によっては「1UPアイテム」が存在し、それを取得すればその場でエクステンドする。
ミス後の復帰とコンティニュー、ゲームオーバー
敵の弾に当たるなどミスをした場合、残機が1つ減り、初期位置に復帰する。
残機が0の状態でミスをするとコンティニューするかを尋ねられる。コンティニュー可能回数は作品によって異なる。
コンティニュー後は「その場で復活（コンティニュー直前の戦況を継続）」する作品と「現在のステージの最初に戻って復活する」作品とに大別される。
コンティニューをしなかった場合やコンティニュー可能回数を越えた場合は「ゲームオーバー」となり、その場で終了となる。

### 難易度・エンディング
難易度
難易度はEasy・Normal・Hard・Lunaticの4種類ある。Easyが最も簡単で、Lunaticが最も難しく設定されている。Normalが標準の難易度とされる。
エンディング
ストーリーモードをコンティニューせずに最終面をクリアすれば「グッドエンディング」となる。基本的に、コンティニューした状態で最終面をクリアすると「バッドエンディング」となる。
紅魔郷など一部作品では、難易度Normal以上でクリアしないとグッドエンディングが見られない。
Extraステージ
条件を満たしてストーリーモードをクリアすると「Extraステージ」が選択可能となる。Extraステージは、ストーリーモードの後日譚となっており、ストーリーモードからExtraステージへ至るあらすじが、ゲームに付属するテキストファイルに記されるのが慣例となっている。
Extraステージの特徴として、コンティニューができない点やボスのスペルカード数が多い点、スペルカード使用中のボスには自機のボムの使用中の間当たり判定がなくなりダメージを与えられない点、「耐久スペル」と呼ばれる敵が画面におらず制限時間まで回避し続けることで取得となるスペルカードが存在する点が挙げられる。
難易度は、おおむねNormal以上Hard未満とされている。しかし、上述の仕様からボムを多用するプレイヤーにとっては不利な難易度となり、その比較が当てはまらないこともある。
妖々夢ではExtraステージの上位としてPhantasmステージが存在する。

### 当たり判定
当たり判定と被弾
敵弾、および敵本体の当たり判定が自機の当たり判定と接触した場合「ミス」となり残機を1つ失う。自機の当たり判定は、自機の見た目よりも大幅に小さく設定されている。敵弾の当たり判定も、弾の大きさより小さいものが多い。
妖々夢以降の作品では低速移動時の自機に、中心に赤い点がある雪の結晶のようなエフェクトが表示される。この赤い点は自機の当たり判定の中心である。
被弾してからミスになるまで数フレーム（60F中の数F）の猶予があり、その間にボムを発動させることができればボムが優先されミスにはならず、残機は減らない。これを「喰らいボム」と呼ぶ。一部の作品の特定の自機においては、喰らいボム受付時間が若干長く設定されている。永夜抄には「ラストスペル」という喰らいボムを発展させたシステムが搭載されている。
グレイズ(かすり判定)
東方幻想郷以降の作品（一部を除く）には、当たり判定の他に「かすり判定」という物が自機の周辺に存在する。かすり判定が敵弾の当たり判定と接触すると「かすり」（グレイズ、Graze）がカウントされて、回数に応じて点数が加算されるなどの効果が発生する。
敵本体をかすめてもカウントされず、一度かすめた敵弾は再度かすめてもカウントされない。ただし、紺珠伝は例外であり、一度かすめた敵弾でもさらにかすめてカウントさせることができる。

### スペルカード
スペルカードとは、一言で言えば「必殺技」である。相手の攻撃に外見などから連想できる名前がつけられたもので、敵が使用するスペルカードは弾幕として表現され、自機の使用するスペルカードはボムとして発動する。
個々の弾幕のパターンに名前をつけることは従来の弾幕ゲームになかった特徴であり、名前があることによりプレイヤーがそれを話題にしやすくなった。
純狐の”純粋な弾幕地獄”などの一部の例外を除き、スペルカードの名前は“符名「カード名」”という形式になっており、符名にはカード名などをイメージした単語(博麗霊夢の「霊符」「夢符」や霧雨魔理沙の「恋符」「魔符」など。必ずしも「○符」という形式ではなく、フランドール・スカーレットの「禁弾」「QED」など様々な単語が入る)が入り、カード名にはそのスペルカードの攻撃をイメージした様々な名称(霊夢の「夢想封印」「封魔陣」や魔理沙の「マスタースパーク」「スターダストレヴァリエ」、フランドールの「カタディオプトリック」「495年の波紋」など)が付けられている。

#### 敵が使用するスペルカード
スペルカードは各ステージのボスキャラクター(ボス)と、一部の中ボスが使用する。ボスの持つスペルカードを残り0枚にすることで、ボスを倒したという扱いになる。
回数提示
画面上部に、ボスのスペルカードの残り回数が表示される。通常、ボスは数枚から多い者では10枚以上のスペルカードを持っている。
カード宣言
発動時には人物のカットインと共にスペルカード名が表示され、背景がボスキャラクターごとに用意された専用のものに切り替わる。
『妖々夢』以降の作品では、取得時のボーナス点(後述)とスペルカード取得率がスペル名と一緒に表示される。
カードの取得
各スペルカードの発動中、1度もミスをせず、かつボムを使用せずに敵のライフを規定まで削ると、ボーナス点(スペルカードボーナス)が入る。これをスペルカードを「取得する」という。敵のライフを規定まで削っても、スペルカード中に被弾したりボムを使用した場合は、そのスペルカードは取得できない扱いとなる。スペルカードを取得できなくても、ゲームの進行上の大きな問題はなく、ボーナス点が得られないことによってエクステンドが起こり辛くなる程度である。
また、各スペルカードにはそれぞれ制限時間が定められており、敵のライフゲージの右側に残り時間が表示される。スペルカードボーナスは時間の経過で徐々に減っていく。時間切れとなった場合は敵のライフが残っていても次の攻撃に移行するが、この場合は取得した事にはならない。
フランドール・スカーレットの”秘弾「そして誰もいなくなるか？」”など、一般的に「耐久スペル」と呼ばれる一部のスペルカードは、時間切れまで被弾せずボムを使用しないことで取得となる。このようなスペルカードは、敵に当たり判定が無かったり敵自体が画面内に居ないなど、敵を倒せない状態になっていることが多い。
先述したカード宣言時の表示や、ゲームスタート画面から選択できるスコア確認画面などで、今までのプレイで何回スペルカードを取得したか確認できるようになっている。取得したスペルカードはスコア確認画面で文字色が変わるなど、スペルカードの取得はゲームのクリア以外のやり込み要素にもなっている。
難易度による変化
難易度によって同系列のスペルカードでも名前が大きく変わるものがある。Easy・NormalとHard・Lunaticの2段階で変化するものが多い。その内容の変化は大半は難易度相応の弾幕の強化・弱化に留まるが、中にはほとんど別の弾幕に変わってしまうスペルカードも存在する。

#### 自機が使用するスペルカード
自機のスペルカードは「ボム」として搭載されている。使用すると人物のカットインと共にスペルカード名が表示され(カットインは東方紅魔郷、東方妖々夢、東方永夜抄のみ)、一定時間完全無敵となる特殊攻撃が発動する。この特殊攻撃には敵弾を消去する効果があるものが多い。自機の種類によって、威力、弾消し性能、無敵時間などが異なっている。東方妖々夢、東方永夜抄タッグ時は通常時と低速移動時で攻撃が変わる。「低速ボム」「集中ボム」と呼ばれることが多い。妖々夢の霊夢の霊符「夢想封印　散」と霊符「夢想封印　集」のように同じ弾幕攻撃が違う動きをする変化もあれば、妖々夢の魔理沙の恋符「ノンディレクショナルレーザー」と恋符「マスタースパーク」のようにスペルカード名から攻撃まで別物になる変化もある。

#### その他
PC-98版ゲーム作品では、「スペルカード」という名称は無く、単にシューティングゲームとしての自機のボムや特徴的な敵弾があるだけであった。
対戦型シューティングゲームである『花映塚』や、弾幕アクションゲームである『萃夢想』『緋想天』などではゲームシステムが異なるため、スペルカードの表現方法も異なっている。
『永夜抄』には、「ラストスペル」という特徴的なシステムが存在する。

#### 作中での設定
本項目では、東方Projectの作中設定としてのスペルカードについて、主に東方Project関連書籍である『東方求聞史紀 〜 Perfect Memento in Strict Sense.』の記述をもとに解説する。

#### スペルカードルール
スペルカードルールは、幻想郷内での揉め事や紛争を解決するための手段とされており、人間と妖怪が対等に戦う場合や、強い妖怪同士が戦う場合に必要以上に力を出さないようにするための決闘ルールである。作中では「弾幕ごっこ」と呼ばれることもある。
基本的に、あらかじめ技の名前と命名しておいた名前の意味を体現した技をいくつか考えておき、それぞれの技名を契約書形式で記した契約書を任意の枚数所持しておくことになる。この契約書を「スペルカード」と呼び、名前の通りカードが使われることが多い。
対決の際には、決闘開始前に決闘内での使用回数を提示して、技を使う際には「カード宣言」をする。
体力が尽きるかすべての技が相手に攻略された場合は負けとなる。たとえ余力が残っていても提示した全枚数を攻略されたら、負けを認めなくてはならない。技の美しさにもウェイトが置かれていて、美しさを競うという面もある。
このルールにより、異変解決者は異変を起こした妖怪に破れても何度でも挑戦でき、妖怪は一度でも敗れれば負けを認め後腐れなく異変解決となるようになっている。

#### 導入の経緯
スペルカードルールが導入されるきっかけとなったのが「吸血鬼異変」である。これは、様々な理由から幻想郷の妖怪が著しく弱体化していたところに突如として強大な吸血鬼が現れ、瞬く間に妖怪たちを征服していった事件である。
異変の解決後、妖怪たちは博麗の巫女である博麗霊夢に相談し、「スペルカードルール」と呼ばれる一連のルールを持つ決闘法を制定、導入することを決定した。これにより、「スポーツ感覚に近い決闘」と表現されるような闘いを気軽に行うことが可能となった。大規模な異変を引き起こしても、一度敗れたら素直に引き下がって禍根を残さないので、妖怪は異変を起こしやすくなり、人間も異変を解決しやすくなった（ただし当たり所が悪ければ死ぬこともある）。これにより、幻想郷を幻想郷として維持するのに不可欠とされる「妖怪が人間を襲い、人間は妖怪を退治する」という関係が、疑似的な決闘という形で保たれるようになった。
この「スペルカードルール」を用いて初めて起こされた異変が、『紅魔郷』のメインストーリーとなっている「紅霧異変」である。
スペルカードルール以外にも様々な決闘法が作られたが、スペルカードルールによる弾幕の美しさと多様さが大ウケしたため、他の決闘法はあまり使われていない。

#### 霧雨魔理沙によるスペルカード考察
「霧雨魔理沙が書いた本」という体裁をとる、東方Projectの原作者であるZUNの書籍『The Grimoire of Marisa』では、魔理沙は『紅魔郷』（紅霧異変）から『地霊殿』までの間に自身が見たスペルカードの一部を纏めている。魔理沙は同書の中で「ルールの無い世界では弾幕はナンセンスである」と語り、八雲紫のスペルカード「弾幕結界」や藤原妹紅のスペルカード「インペリシャブルシューティング」のような「攻撃するよりも人に見せる事」に重きを置いたスペルカードは純粋な殺し合いをする場合ではナンセンスであると語っており、スペルカードとは「殺し合い」を「遊び」に変えるルールであるとしている。
また魔理沙は『儚月抄』でも、スペルカードを知らない綿月依姫にルールを説明する際、「この世でもっとも無駄なゲーム」であると教えている。『儚月抄』は、2012年現在、ゲーム作品以外で明確にスペルカードルールに則った戦いが描かれた唯一の作品である。

## 楽曲

### BGM
作品を問わず音楽に力を入れている。PC-98版では、全作品でFM音源の音楽が使用されているが、封魔録のみMIDIも収録されておりMIDIとFM音源のどちらかを選択できる。FM音源は靈異伝のみMDTであるが、封魔録以降はPMDに変更された。Windows版では、音楽はWAVで収録されているほか、紅魔郷、妖々夢、永夜抄、花映塚（体験版）ではMIDIも選択できる。
Windows版のBGMには、ZUNが好む「甲高いトランペットの安っぽい音」が多用されており、インターネット上では「ZUNペット」と呼称されることがある。作曲はCubaseを使って行われている。
ZUNはトビー・フォックスと木村祥朗との鼎談の中で、「『東方Project』の弾幕でミスをするのは不快であり、快感を不快さにぶつける必要がある。いい曲を聴いているときは逆に振れて快感になるため、難しい場面ほど、良い曲でないといけない」と語り、楽曲制作時に「音楽ゲームのように、曲に合わせる感じで敵を最速で倒していくと、一番気持ちがよい状態で敵が出てくるようにしている」ことを意識していると話した。

### サウンドトラック
Windows版弾幕系シューティング作品のサウンドトラックはサブスクリプションサービスを通じて、2021年8月14日から3週連続で配信開始することを発表。その後、順次公開された。アレンジなどはなく、ゲーム音源を2ループからフェードアウトの長さで収録されている。『ZUN's Music Collection』、『幺樂団の歴史』、『黄昏フロンティア』作品は2020年12月21日にサブスク配信が開始されている。
その他、各CDにおけるBGMの扱い。
- 『幺樂団の歴史』シリーズ - PC-98版作品のBGMを収録。
- 『ZUN's Music Collection』シリーズ - Windows版弾幕系シューティング作品のBGMをいくつか収録。ただし、アレンジされているものもある。
- 『幻想曲抜萃』 - 『萃夢想』のBGMを収録。
- 『全人類ノ天楽録』 - 『緋想天』のBGMを収録。
- 『核熱造神ヒソウテンソク』 - 『非想天則』のBGMを収録。
- 『暗黒能楽集・心綺楼』 - 『心綺楼』のBGMを収録。
- 『深秘的楽曲集 宇佐見菫子と秘密の部室』『深秘的楽曲集・補』 - 『深秘録』およびそのPS4版のBGMを収録。
- 『完全憑依ディスコグラフィ 東方憑依華』 - 『憑依華』のBGMを収録。
- 書籍付属のCD-ROM - Windows版弾幕系シューティング作品のBGMをいくつか収録。ただし、アレンジされているものもある。

### 東方二次創作への楽曲提供
cradle-東方幻樂祀典-
2004年に同人サークルsound sepherよりリリースされた東方の二次創作音楽アレンジCD。ZUNにより東方作品のBGMのセルフアレンジが2曲収録されている。
神魔討綺伝
2008年に同人サークルD.N.A.Softwaresよりリースされた東方の二次創作ゲーム。ZUNによりBGMが1曲提供されている（東方作品のセルフアレンジ）。
東方幻想麻雀
2009年より同人サークルD.N.A.Softwaresよりリースされた東方の二次創作ゲームシリーズ。ZUNにより神魔討綺伝で提供した楽曲と、書き下ろしが1曲の2曲提供されている。
東方オトハナビ
2021年に同人サークルCOOL&CREATEよりリリースされた東方の二次創作音楽アレンジCD。ZUNにより書き下ろし1曲提供されている。
二次創作ではないが、同人サークル瞬殺サレ道?よりリリースされた弾幕系シューティングゲーム『秋霜玉』において、東方作品のキャラクターが出演している。そして、秋霜玉の楽曲はすべてZUNにより提供されているため、東方キャラクターの出演シーン楽曲をキャラクターのテーマとすることがある。また、同サークルの続編「稀翁玉」および「『秋霜玉』のプロトタイプであるゲーム」にも楽曲提供をしており、『ZUN's Music Collection』や書籍付属の音楽CDにおいて一部楽曲のセルフアレンジが収録されている。また、弾幕アクションゲームのBGMとして一部楽曲のアレンジ作品が収録されている。

### 東方楽曲の音楽ゲームへの収録
東方ダンマクカグラ (アンノウンX/AQUASTYLE・DeNA・xeen)
2021年8月4日リリースされたスマートフォン用の公認二次創作音楽ゲーム。東方のBGMおよび東方楽曲のアレンジ曲のみが収録された東方専用の音楽ゲームとなっている。東方原作のBGMも一部収録されており、紅魔郷より「紅楼　〜 Eastern Dream...」「U.N.オーエンは彼女なのか?」の2曲、妖々夢より「幽霊楽団　〜 Phantom Ensemble」「ボーダーオブライフ」の2曲、永夜抄より「月まで届け、不死の煙」の1曲、地霊殿より「ハルトマンの妖怪少女」の1曲、紺珠伝より「ピュアヒューリーズ　〜 心の在処」の1曲の計7曲が収録された。
スタンドアローン版の「東方ダンマクカグラ　ファンタジア・ロスト」ではこの7曲に加え、原曲実装ドラフト会議にて決定された、永夜抄より「恋色マスタースパーク」（プレイヤー投票により選出）「千年幻想郷　〜 History of the Moon」（ビートまりおの希望で、アンノウンX枠での選出）の2曲、鬼形獣より「輝かしき弱肉強食の掟」（ZUNの希望）の1曲の計3曲が収録される。
東方ダンマクカグラ ファンタジア・ロスト(アンノウンX)
2024年2月8日にSteamで発売されたWindows・Nitendo Switch用の公認二次創作音楽ゲーム。前項の東方ダンマクカグラのスタンドアローン版である。「UNDERTALE」の作者・Toby Foxとのコラボレーション楽曲「U.N.Owen was Hero?」が無料DLCとして配信された。

### 第三者によるアレンジ楽曲の音楽ゲームへの収録
東方Projectの楽曲がアレンジされたものが、以下の商業用音楽ゲームに収録されている（同人作品の記載は省略）。
ミュージックガンガン!（タイトー）
『曲がいっぱい☆超増加版!』（2010年4月26日稼働開始）以降に収録。既存の東方アレンジ曲のみならず、（当時）ZUNTATA所属の小塩広和による本ゲームオリジナルの東方アレンジ楽曲も収録された。
SOUND VOLTEX（コナミアミューズメント、BEMANIシリーズ）
『BOOTH』にて2012年9月14日から追加収録。音楽ゲームでは東方アレンジ曲の収録曲数が最も多い。『II -infinite infection-』（2013年6月5日稼働開始）から「東方アレンジ」の専用カテゴリが独立した。
2014年5月までに、紅魔郷と輝針城の2作に関するアレンジ楽曲（当作品では「リミックス楽曲」と呼称）などの募集・配信を行なっている。
maimai（セガ・インタラクティブ）
『GreeN』（2013年7月11日稼働開始）以降に収録。『GreeN PLUS』（2014年2月26日稼働開始）から「東方Project」の専用カテゴリが独立した。一部の楽曲では専用のムービーが流れる。
グルーヴコースター（タイトー）
2013年11月5日のアーケード版初代稼働開始時点から複数のアレンジ楽曲が収録されている。『ミュージックガンガン!』に引き続き、ZUNTATAによるオリジナルの東方アレンジ楽曲も登場。『2 HEAVENLY FESTIVAL』（2015年1月22日稼働開始）から「東方アレンジ」の専用カテゴリが独立した。
スマートフォン（iOS/Android）用『2 ORIGINAL STYLE』においても、2015年9月15日より東方Projectのアレンジ楽曲20曲（5パック・各4曲）の一斉配信が開始され、「霊夢」と「魔理沙」のアバターも追加された。
太鼓の達人（バンダイナムコアミューズメント）
2013年4月27日・28日に行われた「ニコニコ超会議2」にて会場限定バージョンとして特別先行収録されたのが初となる。
後に『モモイロVer.』にて2014年1月15日から正式収録。その後、『キミドリVer.』（2014年7月16日稼働開始）から博麗霊夢の衣装などの「着せ替え」を入手できたり、演奏画面に表示される「踊り子」として博麗霊夢を始めとするキャラクターたちも登場している。2015年9月1日には、バンダイナムコスタジオによる本ゲームオリジナルの東方アレンジ楽曲も収録された。
PlayStation Vita版『太鼓の達人 Vバージョン』においても、2015年11月5日より「東方Projectアレンジ パック」として楽曲3曲と博麗霊夢の着せ替えが配信開始。先立って2015年10月18日より「博麗神社 秋季例大祭」にて先行配信プロダクトコードが配布。また、「太鼓の達人 集めて★ともだち大作戦！」の4月の更新で東方アレンジ3曲に加え、着せ替えに霊夢と魔理沙が追加された。これにより、任天堂作品の太鼓の達人で東方が初進出となった。そして、「太鼓の達人 ドコドン！ミステリーアドベンチャー」ではゲストキャラとして、霊夢、魔理沙、咲夜の参加に加え楽曲もゲームハード移植版最多の7曲収録。中にはゲーム移植版の中では初となる「仙酌絶唱のファンタジア」も収録されている。
BeatStream（コナミアミューズメント、BEMANIシリーズ）
2014年7月17日の初代稼動開始時点から収録され、「東方アレンジ」の専用カテゴリを持っている。一部の楽曲では専用のムービーが流れる。
2017年9月1日サービス終了。
beatmania IIDX、pop'n music、DanceDanceRevolution、GITADORA GuitarFreaks&DrumMania、jubeat、REFLEC BEAT（コナミアミューズメント、BEMANIシリーズ）
2015年4月30日より、それぞれ『beatmania IIDX 22 PENDUAL』、『pop'n music ラピストリア』、『DanceDanceRevolution (2014)』、『GITADORA Tri-Boost』、『jubeat prop』、『REFLEC BEAT groovin'!! Upper』各バージョンにて同時に追加収録（機種により曲数は異なる）。同日より追加される楽曲は『SOUND VOLTEX III GRAVITY WARS』と『BeatStream』も含め、2015年7月1日にコナミスタイルから発売のサウンドトラックCD『BEMANI×東方Project Ultimate MasterPieces』の収録曲からとなっている。これに合わせて『pop'n music』、『jubeat』、『REFLEC BEAT』では新たに「東方アレンジ」の専用カテゴリが用意され、『pop'n music』ではプレイヤーキャラクターとして霧雨魔理沙と博麗霊夢も使用可能になる。『beatmania IIDX』、『GITADORA』、『DanceDanceRevolution』では一部の楽曲で専用のムービーが流れる。
これらの機種はアップデートで東方アレンジ楽曲が追加されている。『DanceDanceRevolution A』では2016年5月13日のアップデートから「東方アレンジ」の専用カテゴリが独立した。
スマートフォン用タイトルにおいても、2016年10月17日よりiOS・Android用『jubeat plus』にて、同年11月2日よりiOS用『REFLEC BEAT plus』にて、それぞれ東方アレンジ楽曲を含む追加パックの配信が開始された。
Pump It Up（アンダミロ）
2015年6月24日より日本国内で稼働を開始した『PIU 2015 PRIME Japanese Edition』にて、「Bad Apple!!」のアレンジ曲「Bad Apple!! feat. nomico / Masayoshi Minoshima」を収録。後にアップデートで東方アレンジ楽曲が追加されている。
シンクロニカ（バンダイナムコエンターテインメント）
2015年7月16日より東方Projectアレンジ楽曲を2曲追加。後にアップデートで東方アレンジ楽曲が追加されている。
チュウニズム（セガ・インタラクティブ）
2015年7月16日の初代稼動開始時点から東方Projectアレンジ楽曲を8曲収録。「東方Project」の専用カテゴリも用意されている。さらに、隠しサポートキャラクターとして霧雨魔理沙と博麗霊夢も使用可能。後にアップデートで東方アレンジ楽曲が追加されている。
大合奏!バンドブラザーズP（任天堂）
2015年7月24日より『東方Project』の楽曲が、上海アリス幻樂団よりリリースされた音楽CDからの楽曲に限り投稿できるようになった。上海アリス幻樂団以外からリリースされたCDの楽曲は審査の対象外となる。
MÚSECA（コナミアミューズメント、BEMANIシリーズ）
2015年12月10日の初代稼働開始時点から東方Projectアレンジ楽曲を3曲収録。「東方アレンジ」の専用カテゴリも用意されている。後にアップデートで東方アレンジ楽曲が追加されている。2016年5月26日より東方Projectキャラクターの隠しGraficaも登場し、ゲーム内で使用可能。
crossbeats REV.（カプコン）
『SUNRiSE』にて2016年8月25日より、『グルーヴコースター3 リンクフィーバー』とのコラボレーション移植曲として東方Projectアレンジ楽曲を2曲収録。後にアップデートで東方アレンジ楽曲が追加されている。
ノスタルジア（コナミアミューズメント、BEMANIシリーズ）
2017年3月1日の初代稼働開始時点から東方Projectアレンジ楽曲を2曲収録。後にアップデートで東方アレンジ楽曲が追加されている。
オンゲキ（セガ・インタラクティブ）
初代にて2018年8月30日より東方Projectアレンジ楽曲を4曲収録。後にアップデートで東方アレンジ楽曲が追加されている。
WACCA（マーベラス）
初代にて2019年10月10日より東方Projectアレンジ楽曲を3曲収録。後にアップデートで東方アレンジ楽曲が追加されている。
DANCE aROUND（コナミアミューズメント、BEMANIシリーズ）
初代にて2023年2月15日より東方Projectアレンジ楽曲を5曲収録。アバターとして「博麗霊夢」も登場。後にアップデートで東方アレンジ楽曲が追加されている。
ポラリスコード（コナミアミューズメント）
2024年3月27日の初代稼働開始時点から東方Projectアレンジ楽曲を12曲収録。「東方」の専用カテゴリも用意されている。後にアップデートで東方アレンジ楽曲が追加されている。

### 第三者によるアレンジ楽曲のカラオケへの収録
東方Projectの楽曲がアレンジされたものが、以下の業務用通信カラオケで配信されている。
ただし、いずれもZUNとは直接的な関係がない第三者によるアレンジで、ZUNによる原曲（東方Projectのゲーム・音楽CDなどに収録されている曲）が使用された作品はない。また、ZUNがオリジナル楽曲を業務用通信カラオケに提供しているといったこともない。
DAM（第一興商）

JOYSOUND（エクシング）

UGA（エクシング）

## 世界観・設定
東方Projectは、主に幻想郷と呼ばれる一地方でストーリーが展開される。この幻想郷の中で「異変」と呼ばれる怪事件や怪現象が発生し、主人公である博麗霊夢や霧雨魔理沙などの登場人物が、様々な人物の起こした「異変」を解決する。
PC-98版の作品群とWindows版以降の作品群とは基本的に同じ世界観を共有しているが、PC-98版の時点では幻想郷という世界が明確には定義されていなかった。PC-98版の登場人物の大半はWindows版には出演していない。主人公をはじめPC-98版とWindows版の両方に登場する人物は数名存在するが、デザインや設定が変更されている。

## 登場人物
原則、自機には種族として人間または人間に準ずる妖怪が選択できる。紅魔郷以降の登場人物の多くには、「（○○する）程度の能力」という、特殊な能力を持つという設定が付与されている。
なお個別の記事が存在するタイトルは各記事を参照。

### 主人公
博麗 霊夢（はくれい れいむ）
博麗神社の巫女。PC-98版作品以前は「博麗 靈夢」（霊の字が旧字体）と表記。
霧雨 魔理沙（きりさめ まりさ）
魔法使いの少女。東方封魔録本編では「魔梨沙」と表記。ただし、これは誤植である。

### PC-98版ゲーム作品

#### 東方靈異伝
SinGyoku
5面ボス。太陰大極図のような姿。女性の姿や、烏帽子をかぶった男性の姿に変わる。テーマ曲は『The Positive and Negative』。
YuugenMagan
魔界ルート10面ボス。宙に浮く5つの巨大な眼と、中央の人型のシルエットからなる。テーマ曲は『天使伝説』。
Elis
魔界ルート15面ボス。コウモリのような翼が生えており、コウモリの姿に変身する事が出来る。テーマ曲は『魔鏡』。
Sariel
魔界ルート20面（最終面）ボス。6枚の天使のような翼を持つ。第2形態がある。テーマ曲は『いざ、倒れ逝くその時まで』と『死なばもろとも』。
魅魔（Mima、みま）
地獄ルート10面ボス。テーマ曲は『天使伝説』。悪霊。非常に長い間存在し続けており、姿を現さなくとも物凄い邪気を振り撒いていて、玄爺曰く「その念や力は強大」。霧雨魔理沙からは「魅魔様」と慕われている。
『靈異伝』では「Mima」という名前で登場しており、『封魔録』4面登場時点で既に博麗靈夢と面識がある。『封魔録』では、靈魔殿という場所で完全復活のための力を蓄えると共に、神社を襲わせて陰陽玉に博麗の力が蓄えられるように仕向けていた。博麗神社を恨んでいて、博麗の力で満たされた陰陽玉を奪って全人類に復讐しようと企んでいたが、『封魔録』5面時点で既に復讐心を失っていた。『夢時空』時点では長く悪霊である内に邪気が抜け、靈夢をからかうのが日課になっている。博麗神社の神（祟り神）的存在となっているが、性格は人間より人間的。
脚部は人魂の尾のようになっているが、『怪綺談』のボムカットイン時のみ脚が描かれている。
『紅魔郷』以降の作品には登場しないが、2007年に発売された音楽CD『幺樂団の歴史4 〜 Akyu's Untouched Score vol.4』のジャケット画に魅魔が描かれている。
Kikuri
地獄ルート15面ボス。月のような球体から女性の上半身が生えたような姿。テーマ曲は『魔鏡』。
Konngara
地獄ルート20面（最終面）ボス。額に1本の角が生えた姿。剣を振るう。テーマ曲は『星幽剣士』。
その他の登場人物
- 博麗靈夢 - 自機

#### 東方封魔録
玄爺（げんじい）
博麗靈夢の移動手段。PC-98版ゲームでは空を飛べなかった靈夢は、玄爺登場以降は玄爺に乗って飛行・移動している。
長命の内に様々な神力を得た亀。老人のような口調で話す。飛行仙を使い、空を自由に飛べる。博麗靈夢の修業中に捕らわれ酷使されている。魅魔とは『封魔録』の時点で面識がある。
『夢時空』以降のPC-98版ゲームにも登場するが、セリフは無い。Windows版以降では霊夢が空を飛べるようになったため登場しないが、ZUNは「玄爺はWindows版以降は博麗神社に棲んでいるのではないか」と発言したことがある。
里香（りか）
1面ボス、Extraボス。戦車技師を名乗る少女。『封魔録』1面では「ふらわ〜戦車」、同作Extraステージでは「飛行型戦車、イビルアイΣ」と共に現れる。テーマ曲は『She's in a temper!!』と『戦車むすめのみるゆめ』。
明羅（めいら）
2面ボス。女侍。「博麗の力」を求めて博麗靈夢に挑む。負けて動かなくなり、靈夢に埋められそうになって逃げた。テーマ曲は『やみのちから』。
その他の登場人物
- 博麗靈夢 - 自機
- 霧雨魔理沙 - 4面ボス
- 魅魔 - 5面（最終面）ボス

#### 東方夢時空
エレン
自機。成長しない魔法使い。長生きしている代償にいつまでも子供のままだが、立派な魔女。「魔法でふわふわがパチパチ」と形容される。
竹本泉の複数の漫画作品に登場する「エレン・ふわふわ頭・オーレウス」から引用された登場人物であり、絵が若干異なる以外は設定も「エレン・ふわふわ頭・オーレウス」と同じとされている。エンディングに登場する、エレンの飼っている猫「ソクラテス」も、竹本の作品に由来する。テーマ曲は『Tabula rasa　～ 空白少女』。
小兎姫（ことひめ）
自機。和服を着たお姫様。人とずれた感性の持ち主。
エンディングで明かされる正体は、一般人に変装して北白河ちゆりと岡崎夢美を捜査していた「この世界（魔法が存在する世界）」の警察官。別世界の人間は管轄外として、二人に「この世界」から離れるよう勧告した。エンディングではネクタイを締め婦人警官のような服を着ているシーンがある。テーマ曲は『Maniacal Princess』。
カナ・アナベラル
自機。洋館に取り憑いているポルターガイストの少女。
大きな洋館に住んで（憑りついて）いるが、最近は洋館の住人が馴れて全然相手にされなくなり、そろそろ移住を考えている。エンディングでは岡崎夢美に願いを叶えられ、博麗神社に送られ憑りつく。テーマ曲は『夢消失　～ Lost Dream』。
朝倉 理香子（あさくら りかこ）
自機。科学者。「この世界」では科学を信じる者はほとんどおらず魔法が主だが、その中で実に珍しい科学信者。遺跡は絶対に科学で作られたと信じてやって来た。
実は魔法使いでもあり、科学力はさておき、本気で魔法を使うと手が付けられないほど魔力が強いが、魔法が嫌いで本気を出せないでいる。テーマ曲は『夢幻遊戯　～ Dream War』。
北白河 ちゆり（きたしらかわ ちゆり）
自機。異世界から訪れた、岡崎夢美の助手。歳は15で大学院卒。夢美が集めたデータの整理などをしている。「比較物理学」を専攻しており、頭もかなり切れる。
夢美と共に別世界から「可能性空間移動船」に乗りやってくる。そこでチラシを撒き、強い魔力を持つ者を船に誘き寄せようとした。戦闘では夢美が作った科学魔法（魔力を使わず、正の光子と光波から産み出しただけの似非魔法）を扱う。
自機として登場するちゆりは、博麗靈夢と同じ世界に住んでいる「魔法を使えるちゆり」で、ボスとして登場するちゆりとは別人。同一人物が同時に存在するとエネルギーの不均衡が起こるのだが、面白そうだからと夢美たちの世界に付いてきたため夢美が騒ぐ事態になった。テーマ曲は『Sailor of Time』。
岡崎 夢美（おかざき ゆめみ）
自機。異世界から訪れた、魔法を研究している大学教授。大学では「比較物理学」を教えている。歳は18で、やや若くして教授になった。
夢美の世界では重力、電磁気力、原子間力など、全ての力の統一が「統一原理」として証明され、それ以外の力は存在を否定されていた。そこで夢美は学会にて、それに当てはまらない力「魔力」が存在すると考え発表したが、大笑いされ相手にされなかった。学会への復讐のため、北白河ちゆりと共に「可能性空間移動船」に乗り、博麗靈夢らのいる世界へとやって来る。ちゆりの撒いたチラシに釣られて船まで到達した魔法が扱える者に対しては、夢美が勝てば実験材料として連れて帰り、その力を詳細に調べて自らのものとしようとする。夢美が負けると、チラシに書いてある通り勝者の望みを叶える。
その後、魔法のデータを集めて元の世界に帰り学会に発表するが、世界を救うのは宗教だとしたため学会を追放され、再び靈夢たちの世界を訪れる。
自機として登場する夢美は、ちゆりのミスで増えたもう一人の夢美。同一人物が同時に存在するとエネルギーの不均衡が起こり平行警察に逮捕されるため、互いが相手を消そうと戦い合い、エネルギーが弱まった夢美がもう一方の夢美へと戻った。テーマ曲は『Strawberry Crisis!!』。
その他の登場人物
- 博麗靈夢 - 自機
- 霧雨魔理沙 - 自機
- 魅魔 - 自機

#### 東方幻想郷
オレンジ
1面ボス。妖怪。作中では名を名乗らないため名前表記が「??」になっているが、『東方幻想郷』付属のtxtファイルに名前がある。テーマ曲は『装飾戦　～ Decoration Battle』。
くるみ
2面中ボス、2面ボス。吸血少女。湖内部への入り口を守る門番。『東方幻想郷』魔理沙ルートの2面での台詞によれば、人間ではない。テーマ曲は『紅響曲　～ Scarlet Phoneme』。
エリー
3面ボス。現実世界と夢幻世界の境にある館「夢幻館」の門番。刃が外を向いている大鎌を使う。戦うのが久々だったため、館に訪れた二人の人間（博麗靈夢と霧雨魔理沙）にあえなく敗れる。テーマ曲は『霊戦　～ Perdition crisis』。
幽香（ゆうか）
5面ボス、6面（最終面）ボス。現実世界と夢幻世界の境にある館「夢幻館」の主人。
博麗神社周辺に住む、数多の妖怪の中では最上級の力を持つ。常時何を考えているのか分からない性格であり、カリスマの欠片も無いが、実際はかなり頭が切れる。
『東方幻想郷』では睡眠中に博麗靈夢や霧雨魔理沙に館を襲撃され、ネグリジェにナイトキャップ姿のままで戦う。次のステージでは着替えて再登場する。
『怪綺談』では自機として登場。魔界を訪れ、魔法を使えるようになれば一層最強になれるかもしれないと考えている。
同人サークル「瞬殺サレ道?」の「西方Project」作品『稀翁玉』に登場する「幽香」は、『東方幻想郷』『怪綺談』と同一人物である。テーマ曲は『眠れる恐怖　～ Sleeping Terror』と『幽夢　～ lnanimate Dream』。のちの風見幽香と同一人物。
夢月（むげつ）
Extraボス。「最凶極悪の双子姉妹」の妹。メイドのような格好をしている。荒々しい性格で、非常に邪悪な力を発しており、人間の命にも無頓着。テーマ曲は『メイド幻想　～ Icemilk Magic』。
幻月（げんげつ）
Extraボス。「最凶極悪の双子姉妹」の姉。妹とは違い、生真面目な性格だがとても神経質。天使のような白い翼がある。1人で戦うが、夢月と2人で一人前だと言う。テーマ曲は『かわいい悪魔　～ lnnocence』。
その他の登場人物
- 博麗靈夢 - 自機、4面ボス（霧雨魔理沙が自機のとき）
- 霧雨魔理沙 - 自機、4面ボス（博麗靈夢が自機のとき）

#### 東方怪綺談
サラ
1面ボス。博麗神社の裏山から通じる「魔界の扉があるといわれる洞窟」にある、魔界への扉を守る番人。
ルイズ
2面ボス。魔界の住人。靈夢などの魔界では見かけない者を見たため声をかけてくる。
アリス
3面ボス、Extraボス。魔界の魔法使い。『怪綺談』3面では、魔界で暴れている者を懲らしめようと2つの人型オプションを伴って戦う。その後、Extraステージで「究極の魔法を記した本」を持って再び挑んでくる。
なお、『東方妖々夢』に登場するアリス・マーガトロイドとは一応同一人物だが、性格等の設定は一新されている。
ユキ&マイ
4面ボス。魔法使いの二人組。『怪綺談』4面ボス戦は、最初はユキとマイが2人で登場し、どちらか片方が倒されると残った方と改めて戦闘が始まるという特殊なものになっている。
ユキは、帽子を被り黒い服を着ている魔法使い。マイが先に倒されると激昂し、本気を出すと言う。
マイは、小さな白い翼があり、白い服を着ている魔法使い。ユキと同時にいる時は台詞はほぼ「……」しかないが、ユキが先に倒されると、足手まといが消えてやっと本気を出せると言う。
夢子（ゆめこ）
5面ボス。魔界のメイド。魔界神である神綺に造られた魔界人（ゴーレムなどではなく、魔界のヒューマノイド）。神綺を「神綺様」と呼ぶ。魔界の者の中では最強クラス。
剣を投げて攻撃する。
神綺（しんき）
6面（最終面）ボス。魔界の神。魔界にあるもの全てを創造したと言う。夢子を「夢子ちゃん」と呼ぶ。魔界を荒らしていた靈夢らに罰を与えるために戦う。戦いの途中で6枚の翼を出す。
その他の登場人物
- 博麗靈夢 - 自機
- 霧雨魔理沙 - 自機
- 魅魔 - 自機
- 幽香 - 自機

### 書籍
Wikipediaに個別の記事が存在しない書籍初出のキャラクターのみここに記載する。
奥野田 美宵（おくのだ みよい）
「酔蝶華」主人公。人里にある居酒屋「鯢呑亭（げいどんてい）」の看板娘の座敷わらしで、クジラをモチーフにした帽子を被っている。萃香の持つ伊吹瓢に取り憑いたことで酔魔の力を得た。
宮出口 瑞霊（みやでぐち みずち）
「智霊奇伝」初出。旧地獄から逃げ出した強大な怨霊で、さとりが「反獄王」「永久罪人」と呼んで行方を追っていた事件の黒幕。他者に憑依する能力を持つ。

### その他
霧雨の親父さん
人里にある大手道具屋「霧雨店」の主人。森近霖之助がかつて修行の世話になったことがあり、霖之助は「霧雨の親父さん」と呼んで慕っている。『香霖堂』単行本第20話では、霖之助と約10年振りに再会し、世間話などをかわした。
『萃夢想』咲夜ルートの霧雨魔理沙との会話によると、魔理沙は実家から勘当された身らしく、『香霖堂』単行本第6話によれば彼女は実家に帰る気は無いという。「幻想郷縁起」（『求聞史紀』p.117）ではプライベートな問題であることに配慮して詳しくは書かれなかったが、稗田阿求は「霧雨店」で魔法の道具を扱っていないことが霧雨魔理沙の絶縁と何らかの関係があると考えている。
大ガマ
妖怪の山にある大蝦蟇の池の主。
『文花帖（書籍）』の新聞記事 (pp.62-63) によると「妖怪蛙」で、大きさは人間2人分はある。沼で蛙を凍らせて遊んでいた氷の妖精（チルノ）を懲らしめるために、彼女を丸呑みにした。チルノは呑み込まれた瞬間にガマの内側を冷やし、びっくりさせて自分を吐き出させ、無事に脱出に成功している。射命丸文が大ガマ本人に取材したところ、冷たさに驚いて吐き出したものの実害はなかったと証言したらしい。『花映塚』チルノルートでも言及されている。
『求聞史紀』の「大蝦蟇の池」の解説 (p.143) によれば、山に登った際に捧げ物をすると、小さな蛙を遣わして、他の妖怪が襲わないようにして帰り道の安全を保障してくれる。
龍
幻想郷の最高神。龍神とも呼ばれる。
『求聞史紀』によれば、海か天か雨の中に住み、博麗大結界も関係なく天界、冥界、地獄、外の世界など自由に移動できる。災害をもたらす破壊の神であるが、同時に創造の神でもあり、自然の豊かさも自然そのものが存在することも全て龍神のおかげ。虹や河は龍神が通った跡である。幻想郷に生きとし生ける物全てが龍神を崇拝している。幻想郷の一大事にのみ姿を現すといわれ、最後に龍が姿を見せたのは博麗大結界が張られた時である。
『香霖堂』単行本第15話で森近霖之助が述べたところによると、その姿をあらわすことはほとんど無いが幻想郷でもたまに見かけるという（具体的に最後にいつ、どこで見かけたのかは不明）。名前が付いていない神本来のままの神である。また『香霖堂』単行本第19話では、五行の相生と相剋の10種類の力は龍神によって生み出されており、物が壊れまた新しい物が生まれるのも龍神が生み出す五行相関のおかげであると述べている。空に虹がかかるのは、龍神が五行相関を生み出すための行為なのだという。
博麗霊夢によると、龍神は水を好む。稲妻は龍神が現れる予兆であり、虹は龍神の姿が空に映ったものである。そのため稲妻より先に虹が現れることは有り得ないという。また、スターサファイアによると、梅雨は龍神の視察といわれていて、梅雨が明けるときに決まって落雷があるのは視察が終わったという龍神からの合図ではないかとのこと。

### 音楽CD
ここでは音楽CD「ZUN's Music Collection」シリーズに登場する人物を解説する。
マエリベリー・ハーン、通称：メリー
幻想郷の外の世界（日本）の大学生。境目を暴くオカルトサークル「秘封倶楽部」のメンバー。メンバーは宇佐見蓮子と合わせて2人のみ(なお、宇佐見菫子が設立したオカルトサークルの名称も「秘封倶楽部」だが、それとこの「秘封倶楽部」が同一の物かは不明)。
日本人ではないが、出身は明らかにされていない。日本人には「マエリベリー」と発音しにくいらしく、蓮子には愛称で「メリー」と呼ばれている。相対性精神学を専攻している。京都（音楽CDの舞台になっている時代では日本の首都）に住む。
「結界の境界が見える」という能力を持つが、『夢違科学世紀』では夢の中で幻想郷へ飛んでいたらしく、話を聞いた蓮子は「"境界を操る能力" に変わりつつあるのではないか」と危惧していた。『求聞史紀』の「未解決資料」には、「数百年前に竹林で拾われたメモ」としてメリーの書いたメモが残されている。
蓮子の能力を気味悪がっているが、蓮子からはメリーの能力が気味悪がられている。
宇佐見 蓮子（うさみ れんこ）
幻想郷の外の世界（日本）の大学生。境目を暴くオカルトサークル「秘封倶楽部」のメンバー。
超統一物理学を専攻し、「ひも」の研究をしている。メリーと同じく京都に住むが、実家は東京にあるらしい。
星を見ただけで正確な時刻が分かるという能力を持つ。ただし、場所に関係なく日本標準時 (JST) しか知ることができず、協定世界時 (UTC) などを知りたい時は計算が必要になる。ただし、蓮子は時差の計算が苦手である。さらに、月を見ただけで正確な現在位置を知ることもできる。これらの能力は写真に写った景色にも有効で、『蓮台野夜行』では写真に写った月からその撮影位置を当てている。

## 二次創作に関する事柄
東方Projectは二次創作が非常に盛んであり、創作ジャンルは同人誌をはじめ同人ゲーム、作中のBGMの編曲やそれを収録したCDなどの同人音楽、CG集、トレーディングカード、ガレージキット、その他グッズなど多岐にわたる。JOYSOUND、DAM、UGAなどの国内通信カラオケ主要メーカーにおいて一部の編曲された楽曲がカラオケとして配信されている。同人の同人も参照。
ZUNは、第三者が二次創作しやすいように意図して作品設計をしているわけではないとし、自分自身の創作活動もある意味で神社や神を原作とした二次創作のようなものであり、オリジナルと二次創作という区別をあまり意識していないかもしれないとしている。後にZUNは冲方丁の発言を引用して「僕はこの方と同じ意味で常々東方は二次創作だと言って来たけど、言葉足らずだったかもなぁ」と述べた。

### 著作権
東方Projectの著作権者である上海アリス幻樂団並びにその代表のZUNは、二次創作に一部制限を設けている。二次創作物の著作権はその作者にあり、二次創作物をめぐる問題に対して、上海アリス幻樂団は一切責任を負わないとしている。

### 評論
東方Projectを題材とした二次創作（同人の同人）のほとんどは、シューティングゲームというジャンルとしての要素ではなくキャラクターやストーリーに依拠して制作されており、東方Projectの人気はそのシナリオ部分に大きく支えられている面がある。つまり、作家・評論家の大塚英志が提唱した「物語消費」（個々の作品を通じてその背後にある世界設定が消費の対象となること）のような受容のされ方をしているともいえる。しかし、その一方で東方Projectの連作の背後に存在する世界設定は必ずしも一定ではなく、むしろ消費者が各々の感性にしたがって補完できる程度に曖昧な設計がされており（同一のキャラクターの外見ですら作品によって異なる）そのような曖昧さが爆発的な二次創作を生み出したとも考えられる。批評家の東浩紀は、物語消費の概念の下敷きにしてデータベース消費という概念を提起しているが、同様のこと（設定の曖昧さから多数の二次創作が誘発される）から東方Projectはデータベース消費的な面があると指摘されることもある。
爆発的な二次創作の背景には、素人が自分の作品を発表する際に、東方Projectという既存の巨大なネットワーク上で発表したほうが自分の作品がより目立つという現実的な事情も存在する。文芸評論家の福嶋亮大はこのことを「ネットワーク消費」と呼んでいる。

### 同人イベント
東方Project専門の同人誌即売会（同人イベント）は各地でいくつも開催されているが、いずれのイベントも上海アリス幻樂団とは直接の関連はない第三者による開催である。上海アリス幻樂団は、イベントでは一同人サークルとして参加している。
代表的なイベントとして、例年春に博麗神社例大祭（はくれいじんじゃれいたいさい）がある（秋にも行われる）。2004年開催の第1回から2015年開催の第12回まで、上海アリス幻樂団が連続してサークル参加している。第1回開催の際、ZUNによって「博麗神社例大祭」と名付けられた。『三月精 第1部』の単行本 pp.3-4 には、2005年5月4日に開催された「第2回博麗神社例大祭」で使用されたチラシのイラストとポップのイラストが収録されている。主催者の発表では、2013年開催の「第10回博麗神社例大祭」の参加同人サークル数は約5,000、企業出展数は26、来場者数は約5万人で、1作品に限ったオンリージャンル系イベントとしては日本最大かつ世界最大級の規模と考えられる。ニコニコ超会議にも「博麗神社例大祭 超濃縮版」という形で出張開催している。2020年（令和2年）春開催については、2020年東京オリンピックの開催準備のため東京ビッグサイトが使用できないことから、静岡県での開催が決定した。しかし、3月10日、新型コロナウイルスの流行に伴い同年5月17日に延期の告知がされ、さらに4月12日に開催中止が決定した。
日本最大のオールジャンル同人誌即売会・コミックマーケットでは2009年8月開催の「コミックマーケット76」（C76）から「同人ソフト」のジャンルを分割、東方Projectが単独ジャンルとしてジャンルコードが割り振られることとなった（コミックマーケットのジャンルコードも参照）。C76でのジャンルコード独立後、C80においては相当な人気・混雑を見せたため、人気サークル（壁サークルなど）とその待機列のスペースを確保するため、東方ProjectのスペースはC81からは東3ホールと東5ホールと東6ホール（東5ホールと東6ホールは仕切りなしに隣接）の大きく2か所に振り分けられた。

### 企業による東方Projectの情報プラットフォーム整備
東方ステーション
「とうほうすてーしょん」。東方Projectの情報番組。2017年5月6日開始。初期はニコニコ生放送での配信を中心にしていたが、YouTubeとの同時配信を経て、現在はYouTube上での配信となっている。2020年8月22日から2021年10月03日にかけてはMildomからの提供を受けて、YouTubeを限定公開としつつMildomとの同時配信を行っていた。主宰は、ドワンゴでニコニコ超会議のZUNビール企画初代担当でもあった株式会社ワイソーシリアス代表の斉藤大地。
東方同人音楽流通
「とうほうどうじんおんがくりゅうつう」。東方Projectの二次創作音楽作品の販売。2018年10月14日より販売を開始。主宰は、ドワンゴでニコニコ超会議のZUNビール企画を担当してきた伴龍一郎が立ち上げた株式会社伴大。
東方我楽多叢誌 strange articles of the outer world
「とうほう がらくたそうし」。東方Projectの魅力と情報を公式・非公式含め発信するWebメディア。2019年10月14日開設。主宰は、東方ステーションのプロデューサーでもある斉藤大地。

### 二次創作の商業ベースの進出
コンシューマーへの進出
2014年『“Play,Doujin!”プロジェクト』が発表された。このプロジェクトは同人ゲームをPS4、PS Vita、Nintendo Switchなどで遊べるようにするプロジェクトである。これは東方二次創作ゲームをPS4で遊ぶことを目的とした「ZUN×PlayStation」を拡大させたものであり、ZUNも協力をしている（『“Play,Doujin!”プロジェクト』となって以降は、東方二次創作以外のゲームも多数公開されている）。各サークルが開発し、それをメディアスケープ株式会社がCERO審査・配信などを代理するという形を取る。
東方公式作品として、深秘録や憑依華も当プロジェクトを通して配信された。
大手企業によるスマートフォンアプリの配信
スマートフォンで完結する無料アプリによる二次創作にとどまらず、サーバーなどを必要とした大規模なシステム、Live2Dによる演出、課金要素などを有した二次創作アプリが配信されるようになった。2024年6月末現在、公認二次創作スマートフォン用ゲームは6つ配信された。
アレンジアルバムの通信販売、サブスクリプションへの進出
東方アレンジは同人CDとして同人即売会や同人ショップでの頒布に限られていたが、『東方同人音楽流通』を通してiTunesおよびYouTube Music（Google Play Musicからのサービス移行）での販売が可能となった。その後、サブスクリプションへ対応し、Apple Music、Spotifyでの配信も行っている。それぞれ販売、もしくは配信された楽曲の利益は『東方同人音楽流通』を通して原作者であるZUN、あきやまうに、NKZに一部分配された上で、各サークルに支払われる。また、BOOTHでのダウンロード販売も『東方同人音楽流通』を通して一部、原作者に分配される。さらに、放置されていたYouTubeでの違法アップロードに対応（楽曲の使用を検知し、削除や広告収益を本来のアーティストに渡すなどの選択）が可能となった。
東方公式のサウンドトラックもこのレーベルを通して配信されている。
出版社を通した二次創作コミック・小説・イラスト集の販売
東方我楽多叢誌にて東方の二次創作漫画や小説が連載されており、「東方Project二次創作シリーズ」としてKADOKAWAから出版され、各書店で購入可能。また、「東方Projectの個人作品集」として第三者による東方のイラスト集がKADOKAWAから出版されている。こちらには、オフィシャルファンブックである『外来韋編』に掲載されたイラストも収録されている。

## その他

### 東方Projectは「シリーズ」か否か
東方Projectの作品群を便宜的に一括して「東方シリーズ」と称することもあるが、制作者のZUNは「昔からシリーズ化って言うとイメージが良くなくって、金儲けのイメージが定着していた」という理由、そしてゲーム、小説、漫画、音楽CDを一つの作品として扱うとシリーズにしにくいという理由で、「東方は『シリーズ』ではない」と発言し、Projectという名前を付けたと述べた。その後、実質的にはシリーズであると述べている。また、各作品マニュアルの「喰らいボム」システムの説明に「東方シリーズ伝統のシステムです。」との記述がある。

### 各作品のタイトルと呼称
一部の例外を除いて、東方Project各作品のタイトルは「東方○○○」という形式で統一されている。この「東方○○○」という形式は、ZUNが初めてゲーム用に制作したMIDI曲に付けたタイトルである『東方怪奇談』に由来する。
作品タイトルの正式名称の「～」（波ダッシュ）と「.」の有無や、それら記号の前後のスペースの形式（全角か半角か）に関しては、多少の表記揺れがある。

### ギネス世界記録ゲーマーズエディション
2010年10月1日、東方Projectは "Most prolific fan-made shooter series" としてギネス世界記録ゲーマーズエディション（コンピュータゲームに関する、ギネス世界記録の一部門）にZUN氏の許可なく認定され、、同2011年版書籍に収録された。認定記録には、シューティングゲームではない一部の作品と、黄昏フロンティアとの共同作品の計3作を含んでいる。申請者は不明。その後、認定は取り消された。

### 商標
「上海アリス幻樂団」「東方プロジェクト」の商標は全てZUNが所持している。
2011年3月8日に「上海アリス幻樂団」「東方プロジェクト」の商標が、上海アリス幻樂団ならびにZUNとは無関係の第三者（以下「同商標の権利者」と称する）により「商標出願2011-20143」「商標出願2011-20144」として特許庁に出願され、同年9月9日に「商標登録番号 第5436764号」「商標登録番号 第5436765号」として登録された。これに対し、ZUNは異議申立を行った。しかし、「東方プロジェクト」の商標に対して「作品群の総称として使われることはあっても、個々の作品の商標としては使われていない」という理由から、2012年5月に商標登録維持の決定がされた。上海アリス幻樂団並びにZUNは、この件について同商標の権利者と交渉を継続しているとしていた。また、上海アリス幻樂団の活動や、上海アリス幻樂団以外の者による二次創作活動には、影響がないとしている。「商標登録番号 第5436764号」「商標登録番号 第5436765号」は後に商標権者が移動し、2014年4月には株式会社ピンクカンパニーが所持していた。その後、同社が所持していた「商標登録番号 第5436764号」「商標登録番号 第5436765号」もZUNに移動された。
ZUNは2011年6月9日に上記と別の指定役務により「東方プロジェクト」を「商標出願2011-40100」として、同年6月16日には「上海アリス幻樂団」を「商標出願2011－41745」として出願し、同年11月25日に「商標登録番号 第5452760号」「商標登録番号 第5452774号」として登録されている。2012年11月28日にはさらに別の指定役務で「東方プロジェクト」を「商標出願2012-96327」として出願し、2013年7月26日に「商標登録番号 第5602079号」として登録されている。
東方のキャラをモチーフとした「ゆっくり」を使用する動画ジャンルの「ゆっくり茶番劇」が第三者によって商標登録された問題に関してはゆっくり茶番劇商標登録問題を参照。